# Rhogeessa
Genre

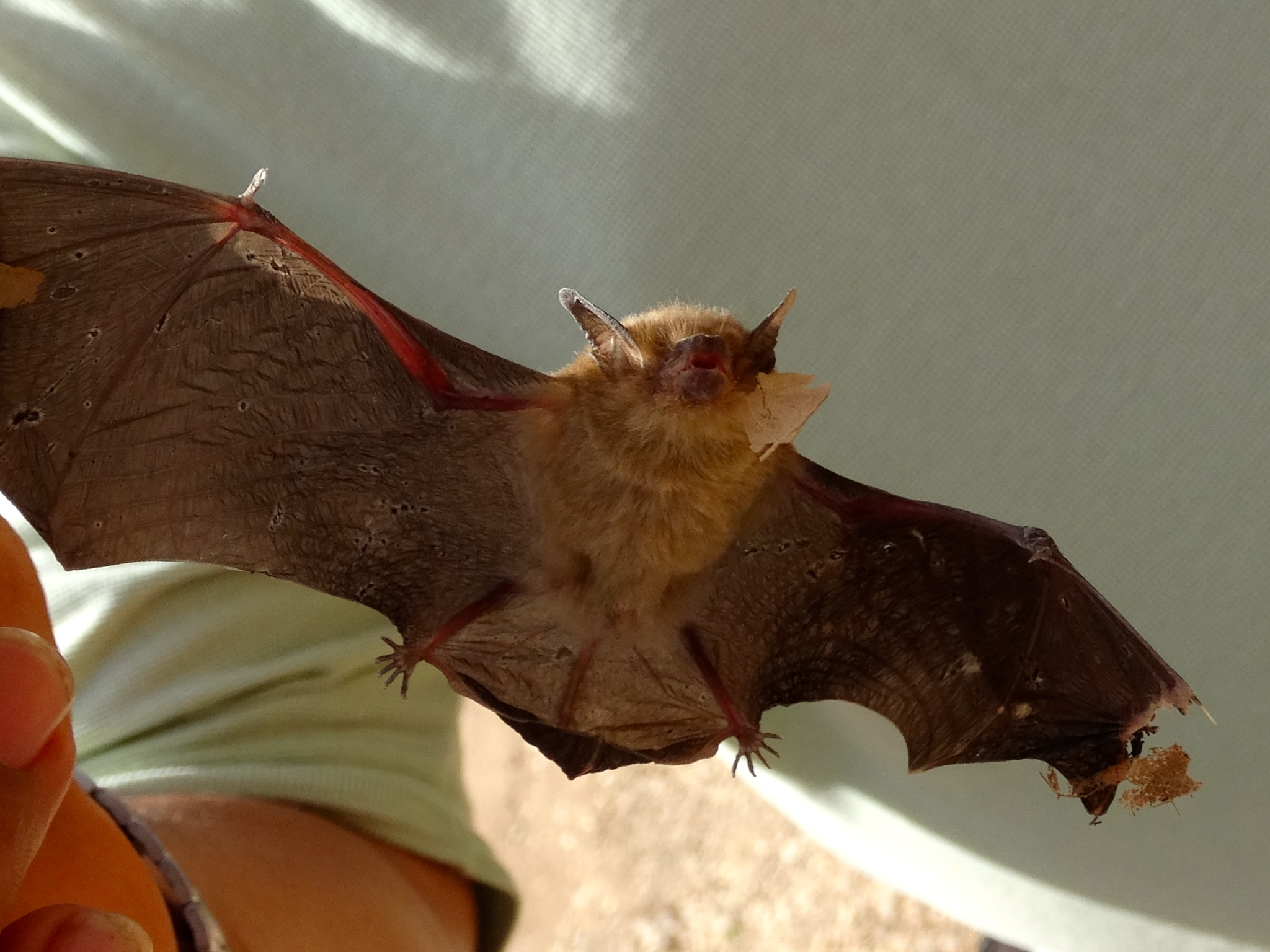
Rhogeessa parvula

Rhogeessa est un genre de chauves-souris.

## Liste des sous-genres et espèces
Selon Mammal Species of the World (version 3, 2005)  (24 juin 2012) :
- sous-genre Rhogeessa (Baeodon)
  - Rhogeessa alleni
- sous-genre Rhogeessa (Rhogeessa)
  - Rhogeessa aeneus
  - Rhogeessa genowaysi
  - Rhogeessa gracilis
  - Rhogeessa hussoni
  - Rhogeessa io
  - Rhogeessa minutilla
  - Rhogeessa mira
  - Rhogeessa parvula
  - Rhogeessa tumida